# جيمس اندروز ميلر
جيمس اندروز ميلر هو قاضي وسياسي كندي، ولد في 29 يوليو 1839، وتوفي في 1 نوفمبر 1886.